# Kyrkesund
Der Fischerort Kyrkesund liegt im Nordwesten der Insel Tjörn an der Westküste Schwedens, gegenüber der westlich vorgelagerten Insel Härön, etwa zehn Kilometer nördlich von Skärhamn. Er gehört zur Gemeinde Tjörn der Provinz Västra Götalands län und liegt in der historischen Provinz (landskap) Bohuslän.

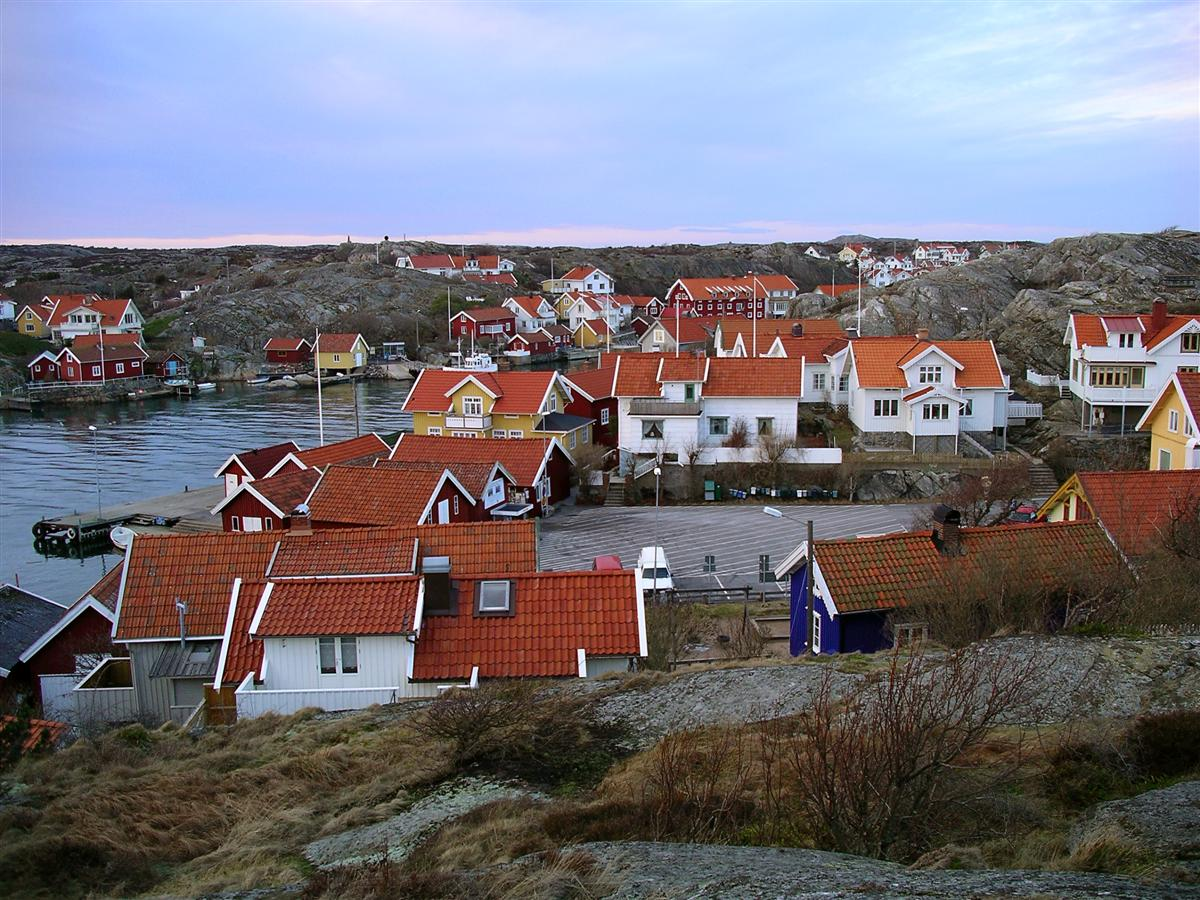
Blick auf Kyrkesund

Vor 2015 besaß Kyrkesund den Status eines Småorts, bildet seither aber den bedeutend größeren Tätort Kyrkesund och Bö, der ein mittlerweile faktisch durchgehend bebautes Gebiet im Nordwestteil der Insel Tjörn umfasst, zusammen mit früher teils eigenständigen Småorten wie Bö (i Klövedal), Gullfjäll, Långekärr und Sunna sowie diversen Ferienhausgebieten.
Kyrkesund hat bis heute seine für ein Fischerdorf typische, vorwiegend aus der Wendezeit zum 20. Jahrhundert stammende Bebauung erhalten. Während der Regatta Tjörn runt ist es ein beliebter Aussichtspunkt.

## Geschichte
Die spätmittelalterliche Siedlung Sumpen bei Kyrkesund gehört zu den ältesten in Bohuslän. Auf einer Anhöhe oberhalb des Ortes liegt die Steinsetzung Sankt Olofs valar, ein altbekanntes Seezeichen. Nach der Legende wurde die teils nur etwa 50 Meter breite Durchfahrt zwischen Tjörn und Härön bei Kyrkesund vom Heiligen Olav (schwedisch Sankt Olof) während eines Wettsegelns mit seinem Halbbruder Harald gebrochen. Während des Rennens hätte Olav auch einige gemeine Trolle getroffen, die er in Seezeichen aus Stein verwandelte.
Während der Heringsperiode in Bohuslän im 18. Jahrhundert blühte das Wirtschaftsleben von Kyrkesund. Auf der vorgelagerten Insel Kålhuvudet entstand um 1780 eine Trankocherei. Ein Gedenkstein an der Südspitze erinnert an den Gründer J. F. Pettersson. Die Gebäude befinden sich in Familienbesitz und stehen noch heute fast unverändert.
Der Künstler Karl Nordström (1855–1923) wurde in Kyrkesund geboren.